# Rudka-Kozînska, Rojîșce
Rudka-Kozînska (în ucraineană Рудка-Козинська) este localitatea de reședință a comunei Rudka-Kozînska din raionul Rojîșce, regiunea Volînia, Ucraina.

## Demografie
Componența lingvistică a localității Rudka-Kozînska
     Ucraineană (99,47%)
     Alte limbi (0,4%)
Conform recensământului din 2001, majoritatea populației localității Rudka-Kozînska era vorbitoare de ucraineană (99,47%), existând în minoritate și vorbitori de alte limbi.